# Жураки
Жура́ки — село Богородчанської селищної громади Івано-Франківського району Івано-Франківської області.

## Історія
Село Жураки відомо з 1378 року, коли воно було надано королівським намісником Русі Володиславом Опольчиком шляхтичу Жураковському у володіння за службу на правах лену. Про його наступників відомостей нема.
Згадується 30 січня 1441 року у книгах галицького суду щодо справ про спадкові володіння в селі Жураки.
У податковому реєстрі 1515 року в селі документується піп (отже, уже тоді була церква) і млин, 1 лан (близько 25 га) оброблюваної землі орендував Федор та ще 2 лани (50 га) — Стець.
Королівська люстрація 1565 року в селі перерахувала по іменах і прізвищах чотирьох власників стад худоби.
У селі річка Раковець та Лукавець впадає у Бистрицю Солотвинську.

## Уродженці
- Вітвицький Микола (1780—1853) — бджоляр, винахідник багатоповерхового дзвоноподібного вулика.
- Жлудько Віра Миколаївна (нар. 1964) — українська художниця декоративно-ужиткового мистецтва і педагог.
- Іванків Юрій Володимирович (1734—1809) — лікар, супермольфар. Врятував село від епідемії чорної смерті.